# IC 1167
IC 1167 је лентикуларна галаксија у сазвјежђу Змија која се налази на листи објеката дубоког неба у Индекс каталогу.
Деклинација објекта је + 14° 56' 46" а ректасцензија 16h 3m 52,9s. Привидна величина (магнитуда) објекта IC 1167 износи 14,2 а фотографска магнитуда 15,2. IC 1167 је још познат и под ознакама MCG 3-41-65, PGC 56900.